# Smeltkaas
Smeltkaas is een door toevoeging van smeltzouten en emulgatoren zacht gemaakte kaas en kan uit verschillende kaassoorten worden gemaakt. Voordeel bij dit soort kazen is dat het op warme gerechten smelt, ook zonder dat het in een oven of onder een grill geplaatst hoeft te worden. Het wordt veel gebruikt om warme gerechten te voorzien van een gesmolten laagje. Er zijn snijdbare en smeerbare smeltkazen. Deze laatste staat bekend als smeerkaas en wordt vaak gebruikt als broodbeleg. Niet alle smeerbare kaassoorten zijn echter smeltkazen. Munster en brie zijn bijvoorbeeld zachte kazen, en mascarpone en zachte geitenkaas zijn verse kazen.

## Geschiedenis
Voor het eerst werd smeltkaas geproduceerd in 1911 door de Zwitser Walter Gerber in zijn Gerberkäse-bedrijf in Thun. De kaas- en botergroothandelaren de gebroeders Wiedemann uit Wangen im Allgäu brachten in 1922, onder de naam 'Adler' de eerste smeltkaas op de Duitse markt. Gelijkertijd richtte de Fransman Léon Bel, van "Fromageries Bel" in Lons-le-Saunier, zijn eerste bedrijf op met de smeltkaas La vache qui rit. In 1925 werd in Oostenrijk onder het merk 'Alma' geproduceerd.
Smeltkaas is ook een manier om kwalitatief goede reststukken van hun kazen makkelijker te verkopen. Consumenten kopen liever de gesmolten kaas dan de kleine, vreemd gevormde stukjes kaas die overbleven bij de snijprocessen. Ook tijdens het rijpingsproces gescheurde kazen of waarin onbedoelde gasvorming heeft plaatsgevonden, worden voor productie van smeltkaas gebruikt. Voorts is smeltkaas langer houdbaar, wat zeker in 1925 een belangrijke overweging was.

## Productie
De niet voor verkoop aan consumenten geschikte kazen worden aan kaassmelterijen ofwel veredelingsbedrijven verkocht. Door de kaas te versnipperen en er boter, water, zetmeel en smeltzouten aan toe te voegen, te mengen en te verhitten, ontstaat een zachte massa die in de vorm van blokken kan worden gegoten. Deze blokken vormen een halfproduct voor verdere verwerking tot bijvoorbeeld smeerkaas of deelvulling voor kaassoufflés.

## Soorten en gebruiksmogelijkheden

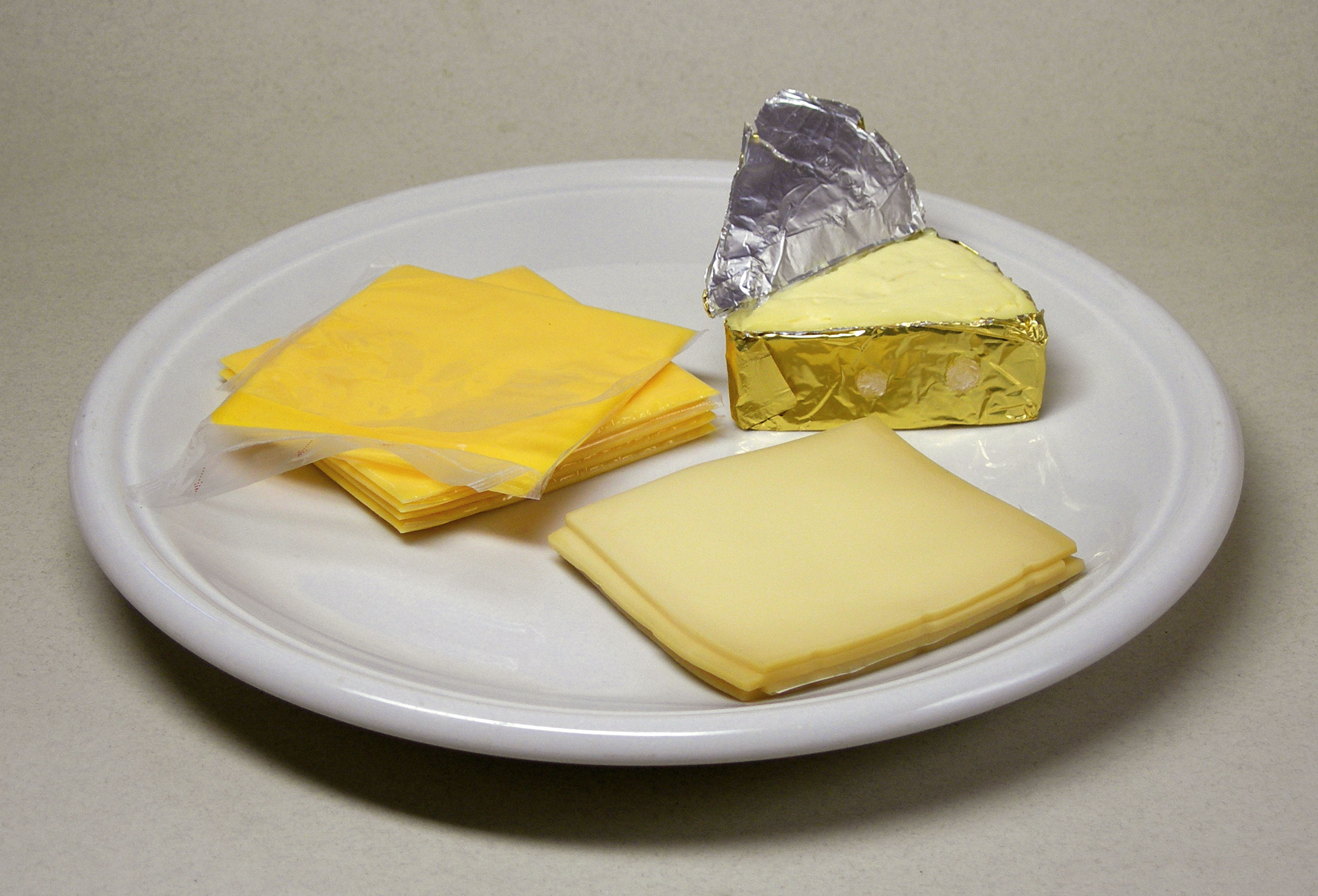
Verschillende soorten smeltkaas in plakjes en in partjes

Er zijn smeltkazen in vele soorten en die op diverse manieren als eindproduct worden aangeboden.
- In plakjes en per stuk in cellofaan of plasticfolie verpakt.
- In een pakje van meerdere plakjes met een vetvrij papiertje ertussen.
- In een rond doosje met in aluminiumfolie verpakte 'partjes'.

Ze kunnen uit één enkele, of uit een mix van verschillende kaassoorten gemaakt worden. Ook worden er weleens kruiden, specerijen, champignons of snippers ham aan toegevoegd. Behalve als toegevoegd broodbeleg, zoals op een hamburger, wordt smeltkaas ook gebruikt bij de productie van kaaszoutjes. Verder is smeltkaas te gebruiken in diverse recepten zoals sauzen, soepen en als vulling voor bijvoorbeeld vlees.
Links op de foto  plakjes cheddar smeltkaas. De plakjes zijn per stuk in cellofaan verpakt, in pakketjes van tien stuks en hebben deze plakjes een afmeting van ongeveer 80 × 80 × 2 mm. Zij hebben een geel-oranjeachtige kleur. Deze kunnen bijvoorbeeld op een cheeseburger gebruikt worden.
Smeltkaas is ook goed bruikbaar op toast en tosti’s.